# هیو ماتسون

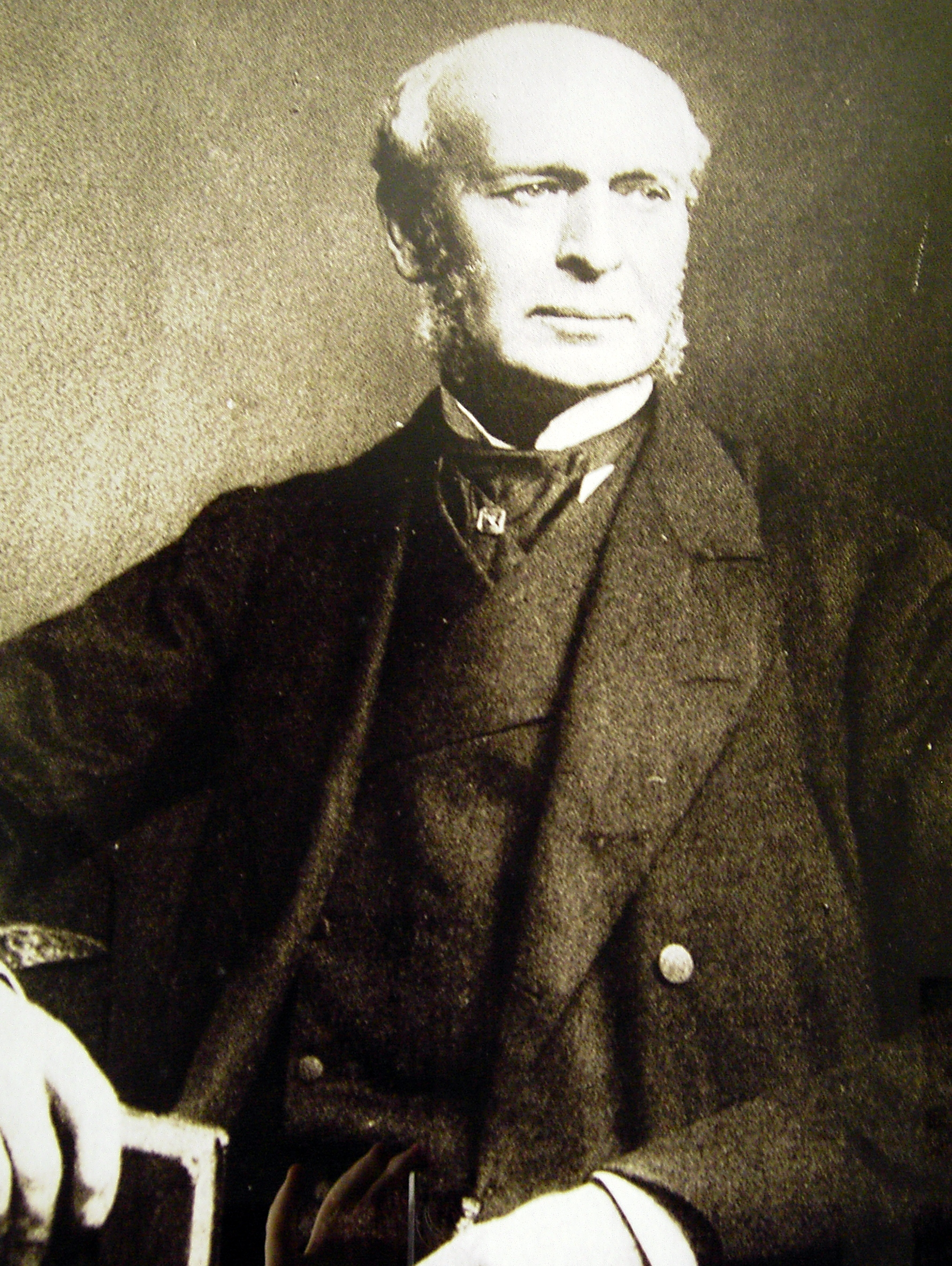
هیو ماتسون

هیو ماتسون (به انگلیسی: Hugh Matheson) (زاده ۱۸۲۰ - درگذشته ۱۸۹۸) کارآفرین، سرمایه‌دار و صنعتگر اسکاتلندی بود، که در سال ۱۸۷۳ با مشارکت گروهی از سرمایه‌گذاران بریتانیایی، در پی خریداری معدن ریوتینتو از دولت اسپانیا، شرکت ریو تینتو را تأسیس کرد. وی نخستین مدیرعامل این شرکت نیز بود. در دوره ریاست وی ریو تینتو به بزرگترین تولید کننده مس در جهان تبدیل شد. امروزه شرکت ریو تینتو به‌عنوان دومین شرکت استخراج معادن و فلزات جهان شناخته می‌شود.
ماتسون ثروت اصلی خود را از طریق سهام خانوادگی‌اش در شرکت جاردین ماتسون کسب کرده بود. وی که از نوادگان جیمز ماتسون (از بنیانگذاران جاردین ماتسون) بود و از سهام‌داران اصلی این شرکت نیز به‌شمار می‌آمد.